# Edwin Winkels
Edwin Winkels (Utrecht, 12 de desembre del 1962) és un periodista i escriptor neerlandès que viu a Sitges.
Winkels va començar la carrera de periodista a l'edat de 20 anys, quan va treballar al diari NRC Handelsblad. Quan va obtenir el diploma de l'Escola de Periodisme, va començar a treballar el 1984 com a periodista d'esports Het Vrije Volk a Rotterdam. El 1988 va emigrar a Espanya. Des del 1991 fins al 2012 va ser redactor d'El Periódico de Catalunya, al principi a la redacció d'esports i des del 2000 com a reporter d'informació general i d'investigació. Winkels també és corresponsal a Espanya pel diari neerlandès Algemeen Dagblad i les redaccions d'esports de l'NOS. Abans va ser corresponsal per De Volkskrant. Winkels escriu per diverses publicacions neerlandeses, com la revista literària de futbol Hard Gras i de ciclisme De Muur. A més, ha publicat alguns llibres en neerlandès i en castellà.